# Götavirke

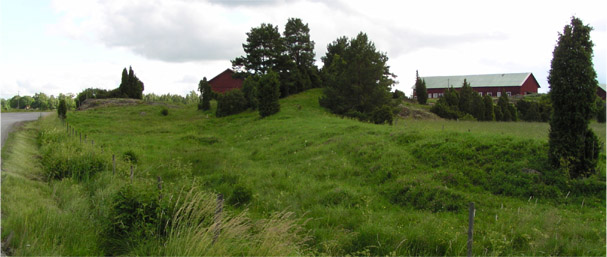
Götavirke.

Götavirke son las ruinas de una muralla defensiva que corre de norte a sur entre las villas llamadas Västra Husby (58°29′N 16°10′E / 58.483, 16.167) y Hylinge (58°28′N 16°10′E / 58.467, 16.167) en Östergötland en la actual Suecia. La muralla cubre la distancia entre los lagos Asplången (58°30′N 16°08′E / 58.500, 16.133) y Lillsjön (58°28′N 16°10′E / 58.467, 16.167). Al norte de Asplången existen ruinas de lo que podrían ser antiguas fortificaciones, parte de las líneas defensivas. Al sur del lago Lillsjön, el terreno es tan escarpado que difícilmente requeriría fortificaciones defensivas.
La muralla parece haber sido construida para proteger a los gautas de ataques provenientes del Mar Báltico. Las excavaciones arqueológicas fechan su construcción hacia 800. La muralla estaba complementada por una valla de madera, y existen evidencias de que, detrás de ella, corría un camino militar, lo que la asemeja a la muralla de Danevirke y de hecho a otras tantas alrededor del mundo.